# Tezoquipan
Tezoquipan är en ort i Mexiko.   Den ligger i kommunen Tecomatlán och delstaten Puebla, i den sydöstra delen av landet, 170 km sydost om huvudstaden Mexico City. Tezoquipan ligger 949 meter över havet och antalet invånare är 170.
Terrängen runt Tezoquipan är huvudsakligen lite kuperad. Tezoquipan ligger nere i en dal. Runt Tezoquipan är det ganska glesbefolkat, med 29 invånare per kvadratkilometer. Närmaste större samhälle är Tulcingo de Valle, 12,8 km väster om Tezoquipan. I omgivningarna runt Tezoquipan växer huvudsakligen savannskog.